# Kostel svatého Petra z Alkantary (Karviná)

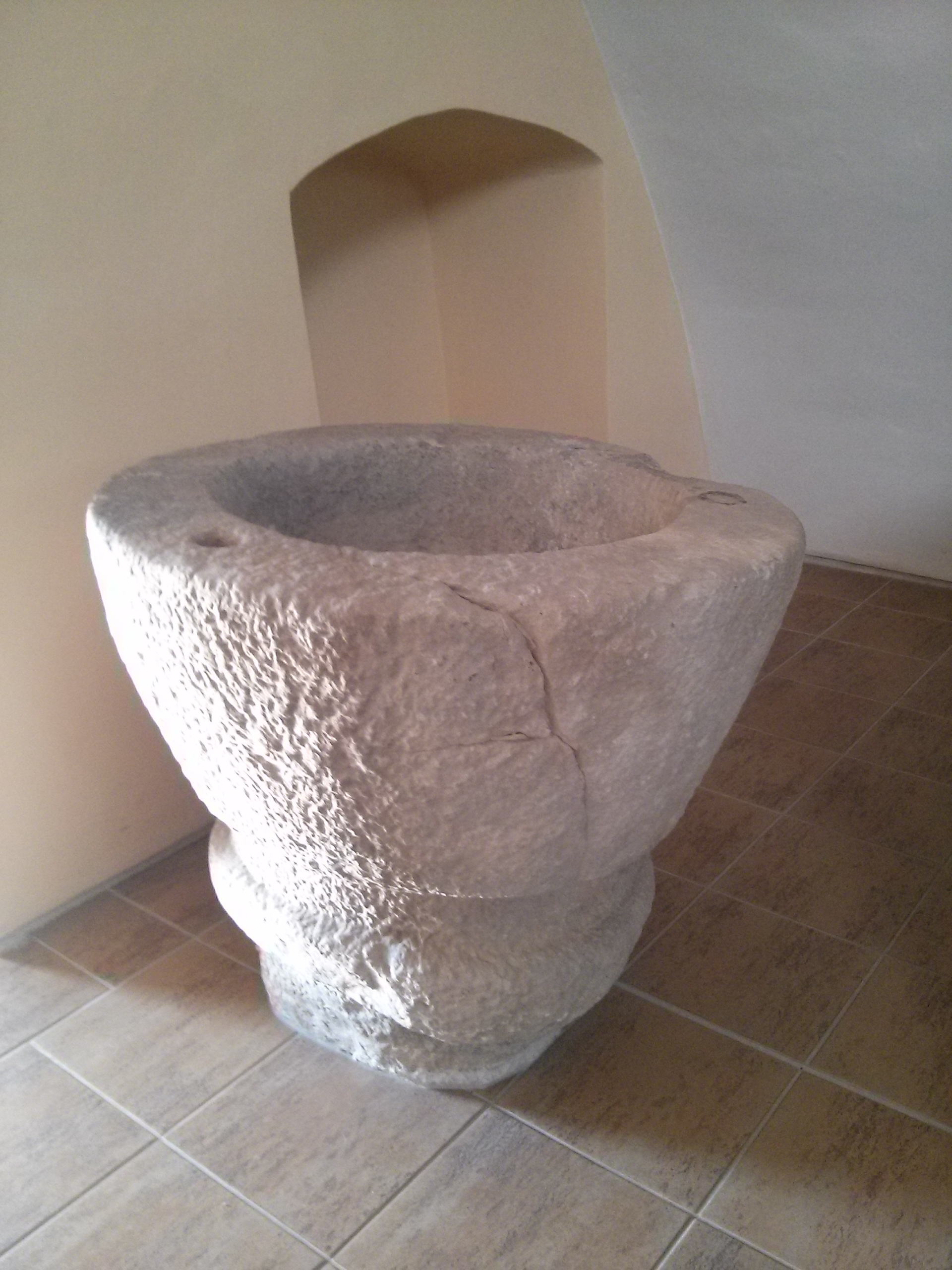
Křtitelnice z původního kostela (asi z 15. století)

Kostel svatého Petra z Alkantary (známý také jako Šikmý kostel) je kostel nacházející se v Karviné, a to v městské části Doly. Patří římskokatolické církvi a je zasvěcen sv. Petru z Alkantary. Je chráněn jako kulturní památka České republiky. Jde o farní kostel farnosti Karviná-Doly.

## Historie
Původní dřevěný kostel údajně stával opodál a byl zasvěcen svatému Martinovi. Byl poprvé zmíněn v pramenech už v roce 1447. V 17. století měl dřevěnou loď a zděný presbytář. Dochovala se z něj kamenná středověká křtitelnice v koutě současné stavby. Nynější kostel dal postavit v letech 1756–1759 Jan František Larisch v pozdně barokním slohu. Byla v něm umístěna i rodová hrobka. Ještě během stavby byly zděné klenby sneseny a nahrazeny dřevěnými. Roku 1759 byl kostel vysvěcen biskupem Filipem Gothardem Schaffhotschem z Vratislavi. Ve 2. polovině 19. století dostala věž nižší hrázděnou nástavbu nového zvonového patra. Takto snížená věž byla v roce 1957 zasažena vichřicí. Následně byla zcela snesena a nahrazena jehlancovou stříškou. Ve věži jsou umístěny věžní hodiny. Ciferník je osvětlen. V roce 2022 byly hodiny opravovány.

### Propad a odklon kostela
Po zahájení těžby černého uhlí v Karviné bylo od roku 1854 pod kostelem vytěženo 27 slojí v celkové mocnosti přibližně 50 metrů a budova se začala naklánět. Pokles způsobil úklon stavby o 6,8° (popř. o 7°) na jih od svislé osy, který je velmi zřetelný. Pokles kvůli propadu půdy činil k roku 2011 cca 37 metrů. Ještě na začátku 90. let 20. století hrozilo kostelu zřícení. V letech 1994–1995 byla provedena jeho generální oprava. Je zapsán do České knihy rekordů a kuriozit jako nejšikmější kostel v Česku.

## Interiér
Jednolodní sálová stavba má jednotné vybavení oltářní architekturou z doby výstavby chrámu; na hlavním oltáři je obraz  titulárního světce sv. Petra z Alkantary, přemalovaný roku 1924. Na stříšce kazatelny je rokoková socha sv. Jana Křtitele mezi dvěma andílky.
Při rekonstrukci byla objevena krypta. Při archeologickém průzkumu byly odkryty čtyři hroby a základové zdivo kaple pravděpodobně z 15. století.

## Zvony
Pravděpodobně v roce 1942 proběhla rekvizice asi tři zvonů pro válečné účely. Ve věži byl malý ocelový zvon. V roce 2012 byly pořízeny dva nové bronzové zvony, které ulil zvonař Josef Kadlec z Hrozenkova. Svěcení zvonů proběhlo 8.  prosince 2012. Menší zvon je laděný v tónině fis a má hmotnost 97 kg. Je zasvěcen patronovi kostela svatému Petru z Alkantary.  Větší zvon je laděný v tónině dis a má hmotnost 157 kg. Je zasvěcen svatému Jindřichovi na paměť stejnojmenného kostela na Solci, který v důsledku poddolování byl zbourán.

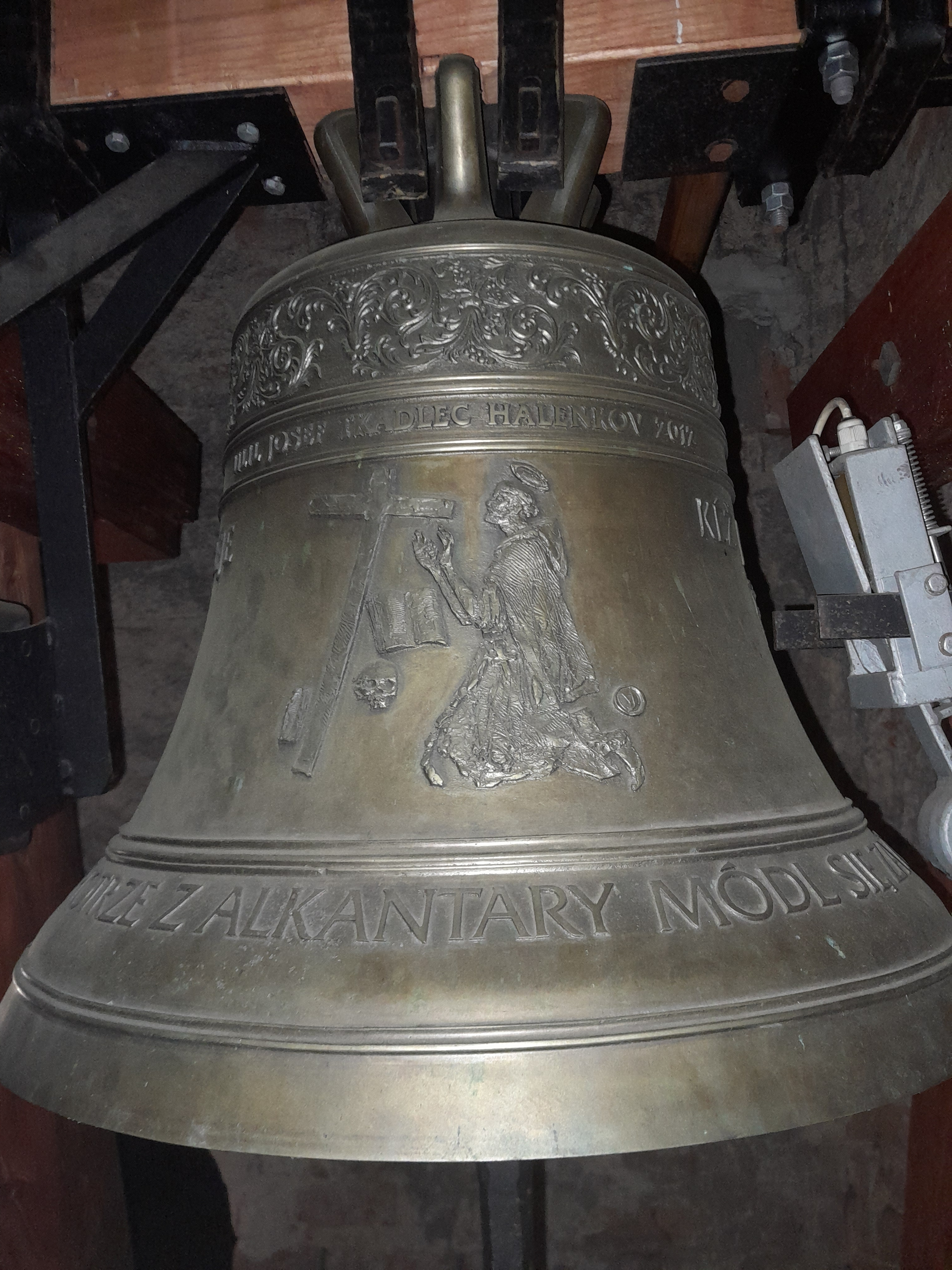
Zvon sv. Petra z Alkantary
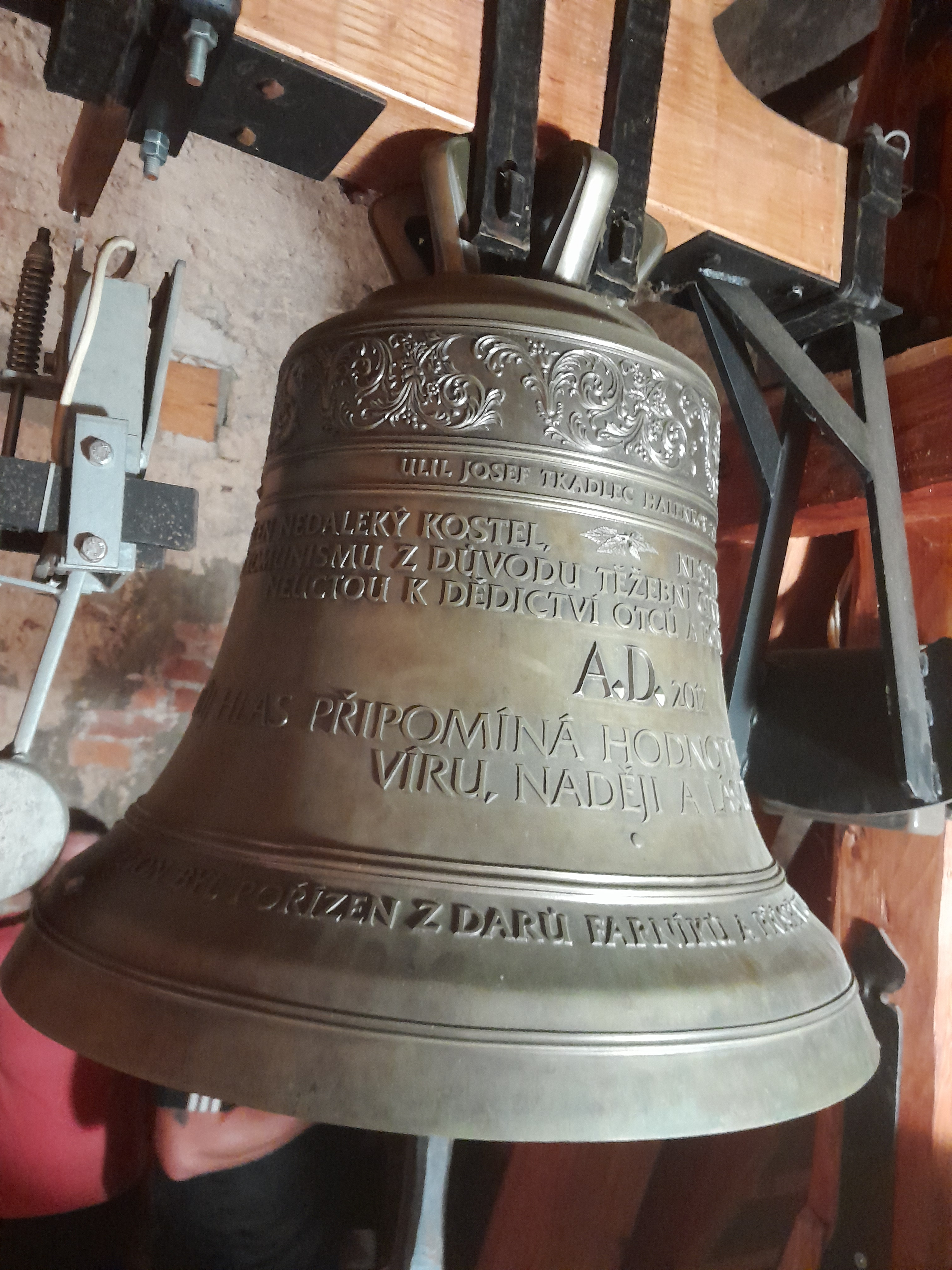
Zvon sv. Jindřich

## V kultuře
Karin Lednická vydala v roce 2020 román Šikmý kostel, který zpracovává příběh z přelomu 19. a 20. století odehrávající se v okolí tohoto kostela. V roce 2021 se román dočkal pokračování Šikmý kostel 2 a v roce 2024 zakončení trilogie Šikmý kostel 3.
Art Klapka z.s. v roce 2017 začala natáčet dokument O zaniklé Karvinné a v roce 2018 měl premiéru v kině Centrum v Karviné. Film měl velký úspěch u diváků a dostal několik ocenění. 